# Kupetrechus larsonae
Kupetrechus larsonae – gatunek chrząszcza z rodziny biegaczowatych i podrodziny Trechinae.

## Taksonomia
Gatunek został opisany w 2010 roku przez Jamesa Iana Townsenda w 62 tomie Fauna of New Zealand.

## Opis
Ciało długości od 7,2 do 7,7 mm, głęboko brusztynowo-brązowe z nieco jaśniejszymi i wydłużonymi czułkami, głaszczkami i odnóżami. Głowa wydłużona. Bruzdy czołowe prawie równoległe. Oczy drobne, zredukowane do 2-3 szczątkowych fasetek. Żuwaczki ostro spiczaste z ząbkiem premolarnym. Przedostatni człon głaszczków wargowych z 4 szczecinkami. Ząbek bródki prosty z zaokrąglonym wierzchołkiem. Przedplecze dłuższe niż szerokie, a jego przednia krawędź dłuższa niż tylna. Boczne krawędzie z dobrze rozwiniętymi, pełnymi bocznymi wyżłobieniami, lekko zafalowane naprzeciwko tępych kątów tylnych. Linia środkowa się krawędzi tylnej, ale nie przedniej. Pokrywy koliste o międzyrzędach nieco wypukłych, a rzędach nieregularnych, pofalowanych i niewyraźnie punktowanych. Edeagus samca ścięty, woreczek wewnętrzny z dużym płatem kopulacyjnym, a segment genitalny V-kształtny. Genitalia samicy zredukowane do prostej torebki kopulacyjnej.

## Występowanie
Gatunek ten jest endemitem Nowej Zelandii, znanym wyłącznie z regionu Nelson na Wyspie Północnej.